# Nguyễn Thiến
Nguyễn Thiến (chữ Hán: 阮倩; 1495 - 1557) là một chính trị gia đời nhà Mạc và nhà Lê trung hưng sau này. Ông cũng là một Trạng Nguyên đời vua Mạc Thái Tông.

## Thời niên thiếu
Ông có quê nội là người làng Tảo Dương, quê ngoại làng Canh Hoạch phủ Thanh Oai nay thuộc thành phố Hà Nội. Thưở thiếu thời, Nguyễn Thiến là bạn học của Nguyễn Bỉnh Khiêm, cũng là một Trạng Nguyên và chính trị gia nhà Mạc sau này, người có ảnh hưởng lớn đến nhà Mạc và cục diện Trịnh - Nguyễn phân tranh ở thời điểm gần 100 năm sau đó. Ông rất quý trọng, tin phục và giao du thân tình với Nguyễn Bỉnh Khiêm. Ông được Trạng Trình đánh giá là người "thành tín, chính trực, hiểu biết nhiều".
Lớn lên, Nguyễn Thiến lập gia đình và sinh ra Nguyễn Quyện, một danh tướng trụ cột của nhà Mạc sau này, và Nguyễn Miễn, cũng là 1 danh tướng. Nguyễn Bỉnh Khiêm đã từng ở nhờ nhà của Nguyễn Thiến và làm thầy dạy cho Nguyễn Quyện trước khi Bỉnh Khiêm đỗ Trạng nguyên năm Ất Hợi (1535).

## Sự nghiệp
Nguyễn Thiến thi đỗ Trạng nguyên khoa Nhâm Thìn năm Đại Chính thứ ba (1532) triều vua Mạc Thái Tông (Mạc Đăng Doanh). Sau khi đỗ đạt, ông được phong chức Thượng thư bộ Lễ, sau giữ chức Thượng thư bộ Lại, tước Thư quốc công. Suốt thời kỳ làm quan, Nguyễn Thiến luôn được nhà Mạc trọng dụng. Cũng trong thời gian này, Nguyễn Thiến cùng Thái tể Lê Bá Ly kết thông gia.
Sau khi vua sáng Mạc Đăng Doanh mất (1540), 1 năm sau Thượng hoàng Mạc Đăng Dung cũng qua đời (1541), vua Mạc Phúc Hải lại chết yểu (1546), nhà Mạc bắt đầu sinh biến loạn, nội bộ lục đục. Năm 1550, Thái tể Lê Bá Ly mâu thuẫn với cha con sủng thần Phạm Quỳnh - Phạm Dao và bọn loạn thần Nguyễn Văn Thái, Đặng Văn Trị,... từ ngấm ngầm đến chia rẽ, đối địch. Thượng thư Nguyễn Thiến đứng về phía Thái tể Bá Ly. Khiêm vương Mạc Kính Điển phụ chính đại thần lo phe phái mạnh của Mạc Chính Trung và có ơn với nhà Phạm Quỳnh, nên không làm chủ được chính sự. Vua Mạc Phúc Nguyên còn trẻ lại tin lời xúc xiểm của loạn thần. Cha con Phạm Quỳnh, Phạm Dao đã bất ngờ đưa quân cấm vệ đến vây dinh Thái tể Lê Bá Ly và Thượng thư Nguyễn Thiến. Hai ông trốn thoát ra được đã đem binh Sơn Tây và Kinh Bắc về đánh lại quân của Phạm Quỳnh và Phạm Dao. Vua Mạc Phúc Nguyên trốn ra ngoài thành và xuôi thuyền bí mật về Kinh Dương để gặp Mạc Kính Điển.
Trong tình thế cấp bách, Nguyễn Thiến và Lê Bá Ly đã không kịp hỏi kế Trạng Trình Nguyễn Bỉnh Khiêm mà vội dẫn gia quyến đi suốt đêm trốn vào ải Thanh Hoa xin hàng nhà Lê. Trong các con đi theo có Nguyễn Quyện và nhiều người đang làm tướng triều Mạc như Phổ quận công Lê Khắc Thận, Nguyễn Miễn... Mỗi người đem hơn trăm quân bản bộ. Việc hàng nhà Lê của Nguyễn Thiến và Lê Bá Ly đã làm tổn thất đặc biệt nghiêm trọng đến nguyên khí của nhà Mạc.
Dù quy hàng nhà Lê, Nguyễn Thiến và Lê Bá Ly vẫn được giữ nguyên tước hiệu cũ. Tháng 3 năm 1551, Trịnh Kiểm đem một vạn quân, cử Lê Bá Ly, Nguyễn Quyện và Lê Khắc Thận làm tiên phong, phối hợp chặt chẽ với Vũ Văn Mật tiến đánh Tuyên Quang, sau đó thọc về đánh chiếm kinh thành Thăng Long. Quân Mạc thua chạy. Trịnh Kiểm chiếm được kinh thành nhưng ông lường được binh lực nhà Mạc còn rất mạnh trong khi vùng đất căn bản của Nam triều đang để ngỏ nên đã kéo quân vào lại Thanh Hoa.
Nguyễn Bỉnh Khiêm, người vẫn tận trung với nhà Mạc, đã làm bài thơ gửi cho Nguyễn Thiến với ý thuyết phục ông trở về với nhà Mạc, trong đó có các câu như:
Cố ngã tồn cô duy nghĩa tại
Tri quân xử biến khá cam tâm.
.....
Vận chuyển nhất chu ly phục hợp
Tràng giang khởi hữu han đông nam
Ta giúp con côi vì nghĩa trọng
Ông khi xử biến khá cam lòng
.........
Vận chuyển một vòng tan lại hợp
Trường giang đâu có hạn đông nam
Nguyễn Thiến xem thư, trong lòng cảm thấy bứt rứt.
Tháng 8 ân lịch năm 1557, Nguyễn Thiến mất tại Thanh Hoá. Lê Bá Ly cũng mất vào cùng năm đó, Các con của Nguyễn Thiến là Nguyễn Quyện, Nguyễn Miễn sau đó đã cùng nhau trở về theo lại nhà Mạc và Nguyễn Quyện trở thành danh tướng dưới quyền Mạc Kính Điển.